# Amawal
Amawal è il primo dizionario berbero di neologismi. Il nome è esso stesso un neologismo ed è stato formato a partire dal termine panberbero awal che significa "parola" (in qualche varietà ha anche il senso di "modo di parlare, lingua"). Oggigiorno tale termine si è diffuso ed è il termine corrente per "dizionario, lessico".

## Storia
La prima edizione dell'Amawal venne pubblicata, ciclostilata, nel 1973. Il titolo completo era Amawal n tmazight tatrart("Dizionario di berbero moderno"), e l'opera apparve senza nome di un autore. Si trattava in realtà di un'opera collettiva, da parte di alcuni studenti dei corsi di berbero che Mouloud Mammeri tenne in maniera semi-clandestina all'Università di Algeri tra il 1964 e il 1974. Tra i principali autori si ricordano Mustapha Benkhemou (ingegnere informatico), Amar Yahiaoui (ingegnere chimico) e Amar Zentar (laureato in inglese). Oltre alle due parti lessicali propriamente dette (berbero-francese e francese-berbero), l'opera comprendeva due introduzioni, scritte da Mouloud Mammeri, una in cabilo ed una in francese.
Successivamente, l'Amawal venne stampato in maniera più professionale (in 10 000 copie) presso la cooperativa Imedyazen di Parigi nel 1980.
Opera pionieristica nel suo campo, l'Amawal presentava numerosi inconvenienti, a partire dai banali errori di stampa, fino al ricorso esagerato a termini nuovi (spesso attinti ai parlari tuareg e ignoti a molti berberi del nord), anche per esprimere concetti già esistenti, ma con il "difetto", nell'ottica puristica degli autori, di provenire dal francese o dall'arabo. Ciononostante, il suo valore come opera di riferimento è enorme, e comunque gran parte dei neologismi oggi correnti e "accettati" dai locutori provengono proprio dall'Amawal. Da notare che, benché opera di Cabili che avevano presente in primo luogo la loro varietà di berbero (il cabilo), questo dizionario ha la pretesa di fornire modelli per tutti i parlari berberi, e di fatto molte delle sue proposte sono state adottate anche altrove, per esempio tra i Berberi del Marocco.

## Il contenuto
Nonostante la traduzione come "dizionario", l'Amawal è più propriamente un glossario, estremamente sintetico, privo di esempi e contesti e senza una bibliografia o un rimando alle fonti utilizzate od ai procedimenti seguiti per la creazione di neologismi. I lemmi sono oltre 4.400. Il semplice accostamento di una parola francese ad una berbera ha fatto sì che in diversi casi quest'ultima abbia assunto i diversi valori del termine francese, anche piuttosto diversi tra loro. Per esempio, amagrad "articolo", in origine concepito per indicare, in linguistica, l'articolo determinativo, ha ormai assunto anche quello di "articolo di giornale (o rivista)" e perfino quella di "voce" di enciclopedia (francese article).

### Procedimenti impiegati

#### Prestiti tuareg
Una fonte cui l'Amawal attise una massiccia quantità di termini è il tuareg, meno esposto ai prestiti dall'esterno, e ad esso si fece ricorso anche per molti termini già esistenti ma costituiti, in cabilo, da prestiti arabi. Alcuni esempi di termini tuareg:  agemmay "alfabeto", asekkil "lettera dell'alfabeto", tayri "amore", ilelli "libero" (da cui una nuova formazione tilelli "libertà"), amaḍal "terra" (originariamente nel senso di "suolo", ma qui esteso al significato di "mondo"), ecc.

##### Prestiti da altri parlari berberi
Se il tuareg fu la fonte principale cui attingere termini "tradizionali" soppiantati in Cabilia da un lessico arabo o francese, anche altri parlari berberi vennero all'occorrenza utilizzati. Per esempio, il termine amzil "fabbro", in sostituzione del prestito arabo aḥeddad, proviene dalle varietà di berbero del Marocco centrale e meridionale (e in realtà era ancora presente in alcune varietà di cabilo non considerate dagli autori) 

#### Ampliamenti di senso, metafore
asaru, nel lessico tradizionale è "una lunga cintura dell'abbigliamento femminile", e nell'Amawal sta per "film" (neologismo oggi completamente accolto); agdud, "gruppo indistinto, sciame" è impiegato per "popolo".

### Un estratto (ab-ac)
| abalag    | paio, coppia           |
| abalmud   | scolaro                |
| abandu    | enclave                |
| abaɣur    | vantaggio, profitto    |
| abaraz    | concerto               |
| abbaẓ     | arresto                |
| abduz     | toilette               |
| abeckil   | schizzo                |
| abekkaḍ   | peccato                |
| abelkam   | atomo                  |
| abelkami  | atomico                |
| abennan   | vano                   |
| abeqqal   | droghiere              |
| aberdud   | retroguardia           |
| abeẓ      | arrestare              |
| abgez     | abbozzo                |
| abiḍar    | veterinario            |
| ableɣ     | volume (figura)        |
| abnabak   | in incognito           |
| abɣas     | coraggioso             |
| abɣur     | vantaggio              |
| abreqqes  | decorazione (medaglia) |
| abrir     | scacco                 |
| abuḍ      | base                   |
| abumezleg | nefasto                |
| acayaḍ    | eccedente              |
| acercur   | cascata                |
| acku      | poiché                 |